# Mont Granier
Pour les articles homonymes, voir Granier.

Carte topographique du mont Granier.

Le mont Granier est un sommet culminant à 1 933 m d'altitude dans les Alpes françaises, entre la commune de Chapareillan (département de l'Isère) et celle d'Entremont-le-Vieux (département de la Savoie), limitant au nord-est le massif de la Chartreuse. Il domine la vallée du Grésivaudan et la combe de Savoie de sa face est d'une part, et la cluse de Chambéry de sa face nord d'autre part.
Cette face nord est constituée d'une falaise de près de 900 m de hauteur, apparue dans la nuit du 24 au 25 novembre 1248 à la suite d'un gigantesque glissement de terrain ayant fait disparaître une partie de la montagne. C'est probablement le plus grand éboulement connu de l'histoire de l'Europe. Le nombre de victimes est estimé à près de 1 000, et cette catastrophe a donné naissance à l'une des plus grandes falaises calcaires de France avec 700 mètres d'à-pic.
Le mont Granier domine le col du Granier, qui relie la vallée des Entremonts à la cluse de Chambéry.

## Toponymie
Le toponyme Granier dérive de l'ancien français « granier, grenier » ou de « grange » (du latin granea),. Il s'agit du nom d'une commune de la petite région des Marches, où se trouvait un monastère — monachi Graneriis (Granarium, Granerium) — mentionné au XIe siècle dans le Cartulaires de l'église cathédrale de Grenoble dits Cartulaires de Saint-Hugues, et qui fut détruite par l'éboulement de 1248,. Le nom est ensuite passé à la montagne,.
Sur une gravure de 1691 figure la mention « Mont Garnier » au lieu de « Granier », avec la représentation du fort de Mont-Mélian (qui a donné son nom à la commune de Montmélian) et de la montagne surplombant l'ancienne commune de Francin.

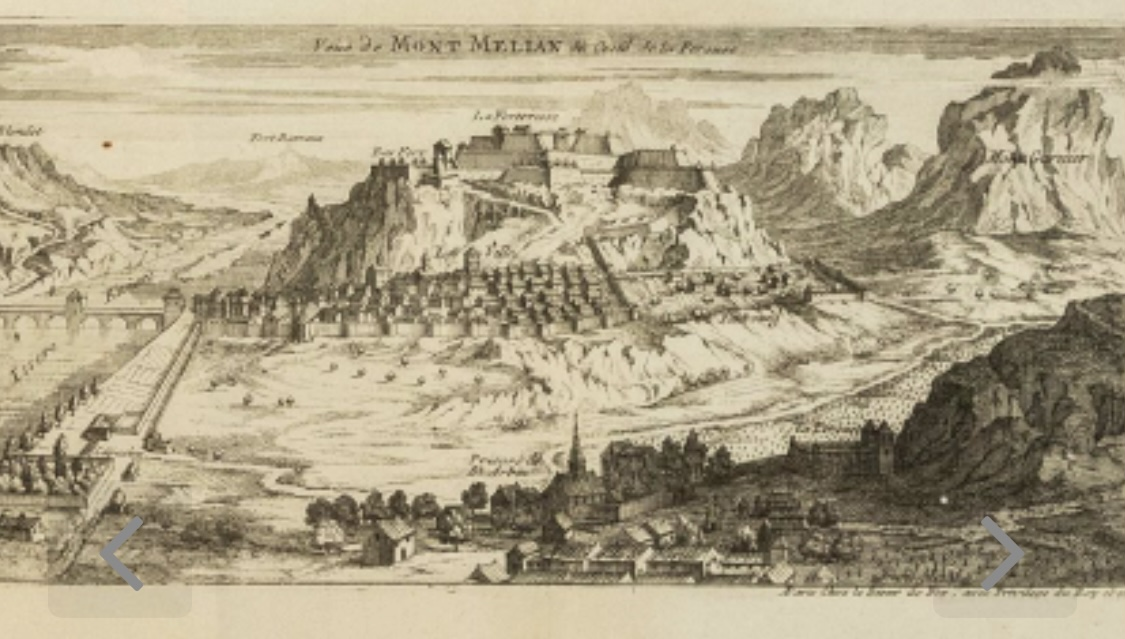
Gravure de 1691 représentant le fort de Mont-Mélian, avec la mention « Mont Garnier » à droite.
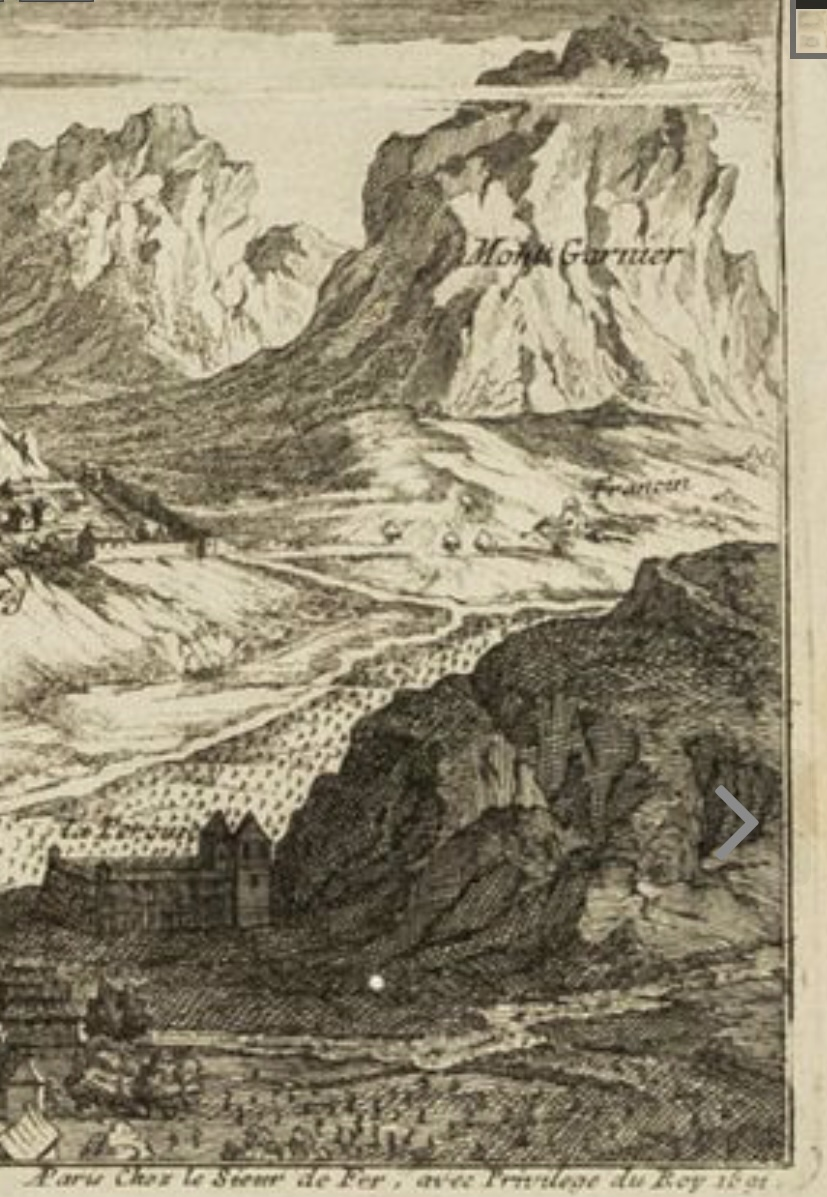
Le mont Granier, orthographié « Garnier » sur cette gravure de 1691.

## Histoire

### Écroulement du 24 au 25 novembre 1248
Dans la nuit du 24 au 25 novembre 1248, 500 millions de m3 du mont Granier s'effondrent, ensevelissant et écrasant environ seize villages et tuant au moins un millier de personnes. Des blocs calcaires de plusieurs centaines de mètres cubes furent transportés sur plus de 8 km. Commenté par les chroniqueurs de l'époque, c'est le plus gros glissement/effondrement rapporté dans les Alpes pour les deux derniers millénaires.

#### Causes de l'écroulement
Le Granier est une montagne calcaire. Il est karstique, c’est-à-dire qu'il possède un réseau de grottes et de galeries creusées par l'eau (qui dissout sur son passage jusqu'à 500 milligrammes de calcaire par litre d'eau de pluie). Il a ainsi été recensé 341 gouffres de 10 à 560 m de profondeur, correspondant à 66 km de galeries. Certaines sont de grandes dimensions. Le Granier est également entaillé par de nombreuses failles. Ces réseaux constituent le point de faiblesse de la montagne qui, combiné avec des pluies abondantes, conduisit à la catastrophe.
Les causes physiques exactes de l'écroulement font encore débat, bien que la thèse de Jean Goguel et Albert Pachoud, parue en 1972, semble gagner les faveurs des spécialistes. Une partie de la corniche, calcaire, cède, et tombe sur un terrain composé de strates de marnes valanginiennes, gorgées d'eau des pluies abondantes de l'automne. Cette chute déclenche un glissement du terrain marneux. Le frottement des strates l'une contre l'autre, pendant ce glissement, crée une élévation de la température qui provoque la vaporisation de l'eau présente dans les interstices. Cette vaporisation de l'eau accélère le glissement et engendre des coulées de boue. Celles-ci entraînent dans leur chute non seulement les fragments de la corniche, mais également tout un pan de la montagne, qui vient de perdre ainsi une partie de la base sur laquelle elle était posée. La largeur de la falaise ainsi créée est de 700 à 800 m, et sa hauteur d'environ 900 m.
Plusieurs légendes circulent sur les raisons de l'événement. L'une d'elles indique qu'il s'agit d'une punition divine infligée à Jacques Bonivard, qui aurait chassé les moines du prieuré de Saint-Benoit, à Granier, et s'était installé chez eux le jour même de la catastrophe . L'historien Stéphane Gal (2018) quant à lui relate le récit du franciscain Jacques Fodéré (1619) qui aurait cherché à donner un contexte politique à la légende en désignant ce même Jacques Bonivard, courtisan à la cour de Savoie, qu'il accuse d'avoir intrigué pour que Thomas Ier s'allie au pape contre l'empereur et qu'il aurait reçu en récompense le prieuré de Saint-André en commende. Une autre version indique que sa réussite rapide au sein de la cour de Savoie, ainsi que sa prétendue « cupidité », auraient provoqué « la colère divine » et donc l'écroulement. Ces moines s'étaient réfugiés dans le sanctuaire de Notre-Dame de Myans.

#### Dommages et destructions

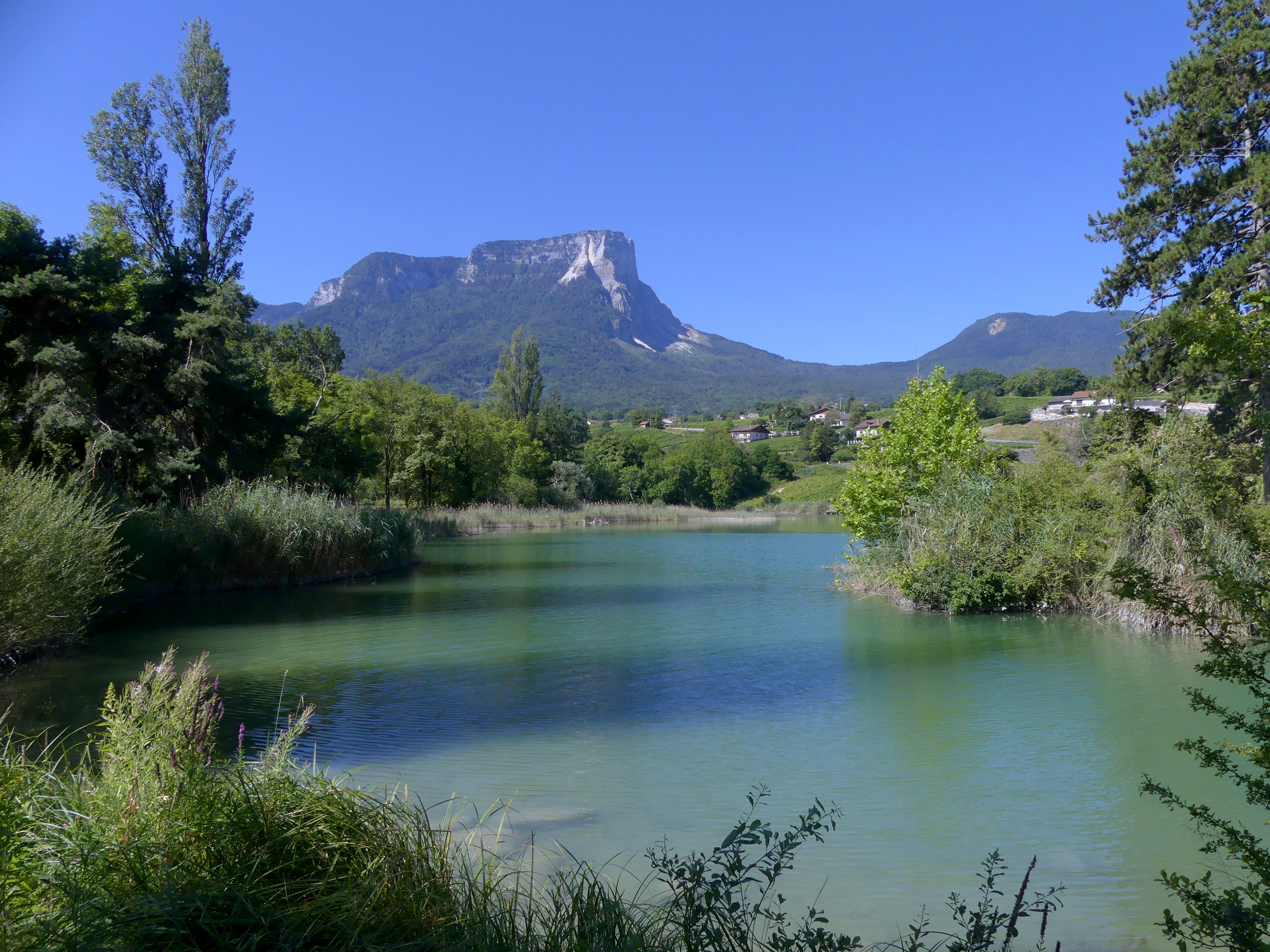
Le Granier vu du lac de Saint-André.

Au pied de la montagne se trouvait la ville de Saint-André, siège du décanat de Savoie. Les comptes d'une dîme ecclésiastique pour 1011 indiquent une population de 3 000 habitants.
Le nombre de victimes a souvent été estimé à plus ou moins 5 000 personnes, notamment dans les textes médiévaux. Amédée Guillomin, dans un article, « Les Abîmes de Myans » paru dans la Revue de géographie alpine en 1937, interroge les différents documents relatifs à la catastrophe et démontre que des estimations basses d'une population de 3 600 habitants sur le territoire, impliquerait une densité de plus 240 hab./km2. En 1937, la densité locale de la cluse chambérienne, sans la ville, étant estimée à 85 hab./km2, il estime que le nombre de victimes envisagées peut être tout au plus de 2 000 personnes. On retrouve cette estimation dans des ouvrages plus récents.
Cinq paroisses ont été entièrement détruites par ensevelissement, : Cognin, Vourey, Saint-André, Granier, Saint-Pérange (également appelé Saint-Péran). Deux autres paroisses ont été partiellement détruites (Myans et Les Murs).
Le mont Granier, qui s'appelait auparavant le mont Apremont, a été rebaptisé à la suite de cette catastrophe avec le nom d'un des villages engloutis. Réciproquement, le village d'Apremont, construit sur les éboulis, a pris l'ancien nom de la montagne.

#### Formation des abymes de Myans

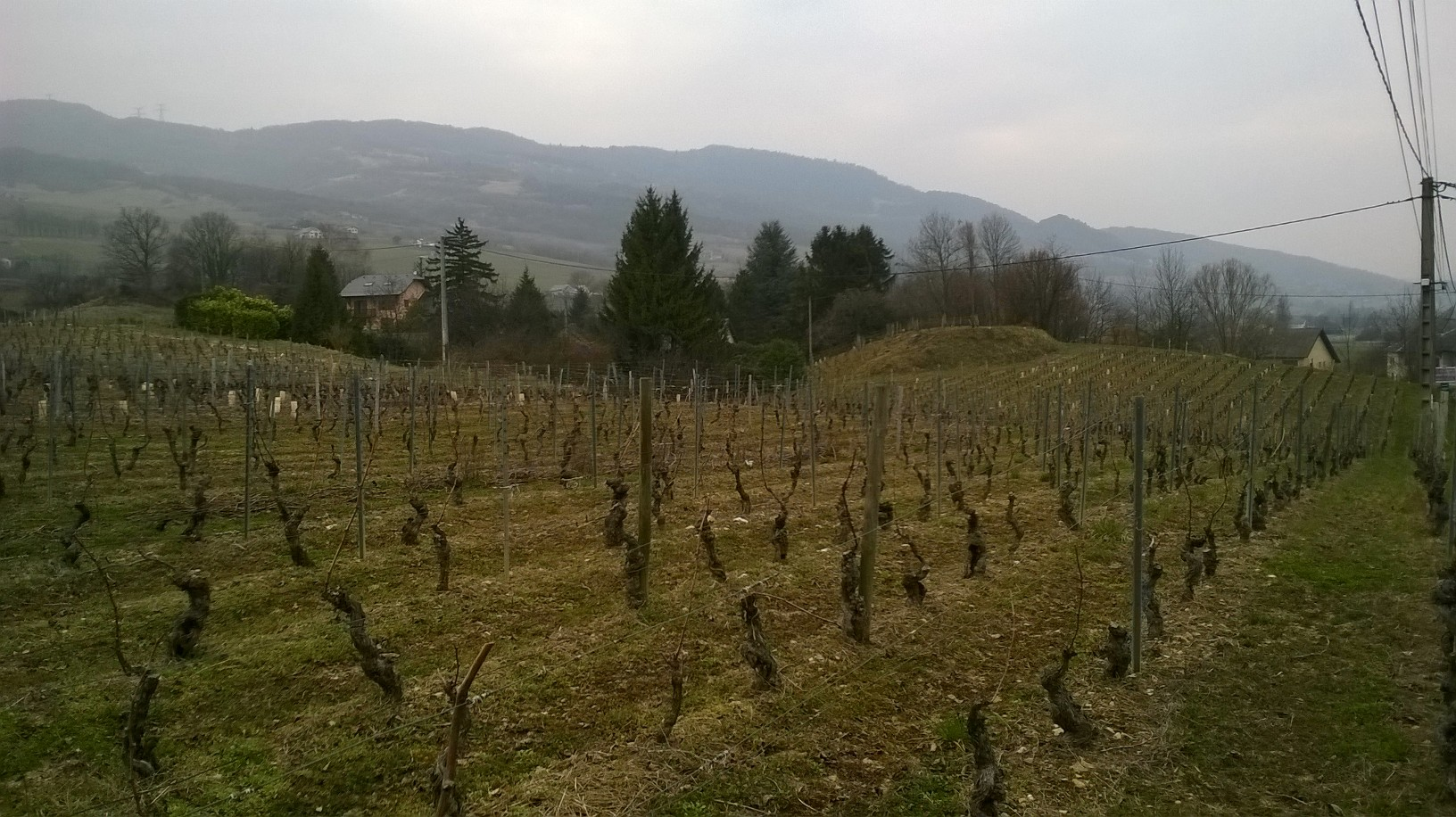
Paysage caractéristique des Abymes, avec un relief très vallonné (commune d'Apremont).

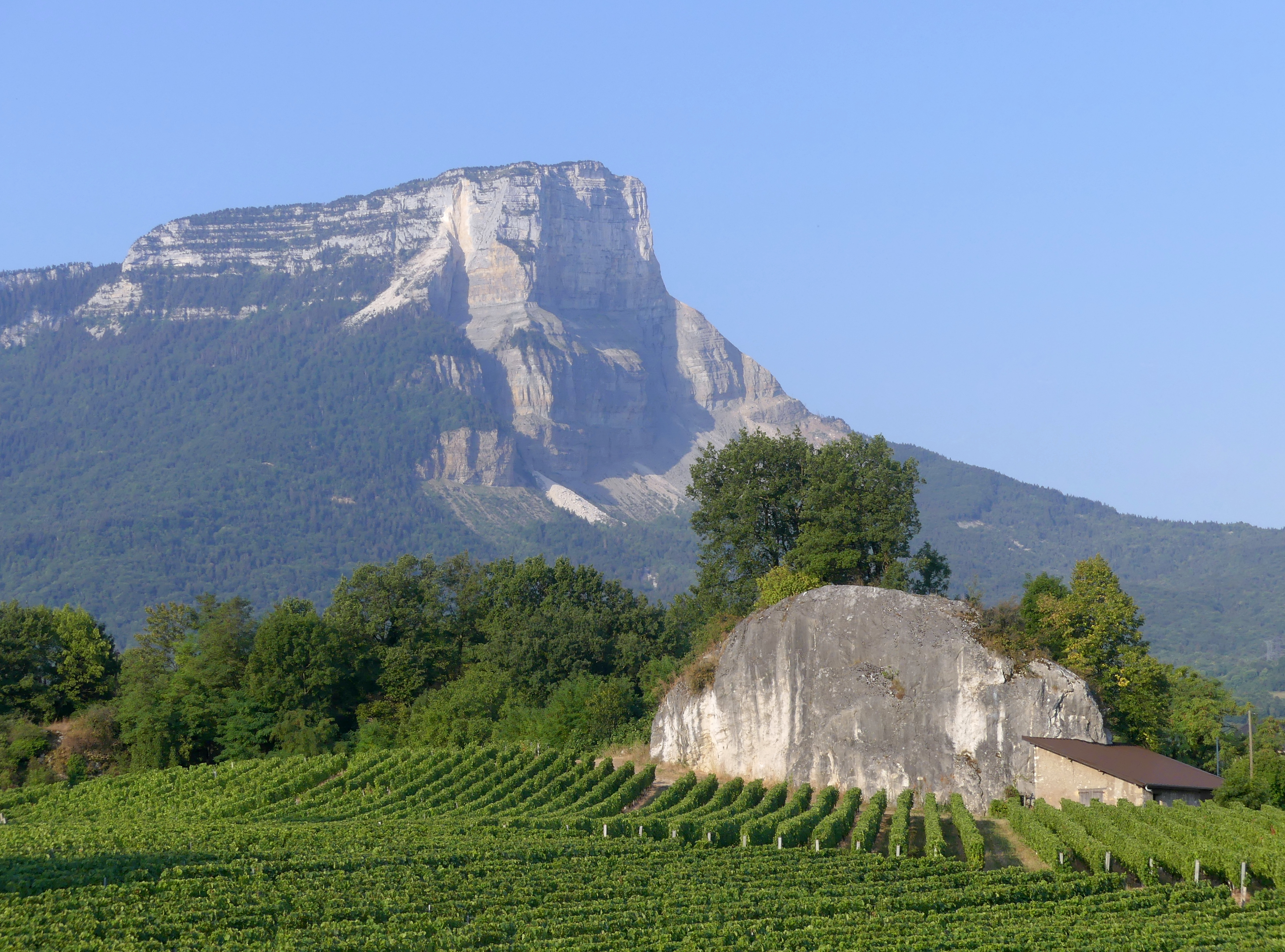
La Pierre Hachée à 5 km du Granier.

Le volume des éboulis est estimé à 500 millions de m³, les roches de la corniche ayant déclenché l'éboulement ne composant que 1 % du total.
Les éboulis ont suivi la pente naturelle vers le nord-est et ont été stoppés par les moraines des Marches, de Murs et de Seloge (soit un peu plus loin que le tracé de l'autoroute actuelle). Les chercheurs du laboratoire de géologie de l'Université de Savoie ont calculé un déficit de terrain de 180 m sous le col du Granier, et une accumulation sur certaines zones de plus de 40 m d'éboulis. 
La zone d'épandage s'étend sur environ 23 km2, avec une longueur et une largeur maximales de respectivement 7,5 km et 6,5 km. Ainsi, la Pierre Hachée, rocher de plus d'un millier de mètres cubes situé à Myans, a roulé sur 5 km. Cette zone, appelée les abymes de Myans en raison de la forme bosselée qu'a pris le terrain, est utilisée depuis le début du XIVe siècle pour la culture des vignes : Apremont (AOC) et Abymes (AOC). Des dépressions sont apparues, dont certaines ont fait naître de nouveaux lacs, tel le lac de Saint-André, proche de l'emplacement occupé par le village enseveli du même nom, ou le lac Noir.

#### Récits et légendes

##### Récits
Même sans témoin visuel connu, il y eut plusieurs textes relatifs à cette catastrophe, rédigés entre 1250 et 1283. À savoir :
- Annales Ordinis Carthusiensis ab initio ad annum 1283[18]
- du moine bénédictin anglais Matthieu Paris, dans La grande chronique, Histoire des Anglais, Abrégé des chroniques, Les fleurs des histoires,
- du moine dominicain français Étienne de Bourbon, dans le Traité des diverses matières à prêcher,
- du moine franciscain Fra Salimbene, de son vrai nom Ognibene, dans Chronique,
- du moine dominicain Martin d'Opava, dit « le Polonais », dans Chronique des souverains pontifes et des empereurs,
- de la congrégation de moines dominicains « Les Frères Prêcheurs », dans Les Annales d'Erfurt des Frères Prêcheurs,
- du prieur dominicain français Géraud de Frachet, dans Chronique universelle.

Les textes complets, en versions originale (latin) et traduite, sont présentés et commentés dans le livre de Jacques Berlioz.
Même si Matthieu Paris identifie des causes physiques possibles (tremblement de terre, tempête concomitante sur les côtes anglaises), il considère qu'il s'agit d'une punition divine et rejette la faute sur les Savoyards, qu'il accuse de trois péchés : ce sont des usuriers hypocrites, ils pratiquent la simonie et ils abusent les voyageurs de passage. Son jugement est sans doute influencé par la haine qu'il porte aux Savoyards, à la suite des épousailles en 1236 du roi Henri III Plantagenêt avec Éléonore de Provence, petite-fille du comte de Savoie Thomas Ier, dont l'entourage savoyard prend trop d'importance, selon lui, dans les affaires du royaume d'Angleterre. D'autres contemporains ont pu considérer qu'il s'agissait d'une punition divine voyant l'alliance du comte de Savoie avec l'empereur contre le pape.
Étienne de Bourbon considère lui aussi qu'il s'agit d'une punition divine, mais sur la faute d'un seul homme : Jacques Benevais (ou Bonivard). Conseiller du comte de Savoie Amédée IV, il intrigua auprès du pape Innocent IV pour obtenir la jouissance d'un prieuré sous la promesse de détourner son maître de l'empereur Frédéric II et le ramener sous l'influence papale. L'éboulement eut lieu la nuit même du jour où il expulsa sans ménagement les moines du prieuré.
Fra Salimbene y voit plutôt l'accomplissement de la parole divine et fait référence au livre de Job : « Hélas ! Comme une montagne finit par s'écrouler, le rocher par changer de place, l'eau par user les pierres, l'averse par emporter les terres, ainsi, l'espoir de l'homme, tu l'anéantis » (Job, 14, 18-19). Ainsi que « Il déplace les montagnes à leur insu, et les renverse dans sa colère » (Job, 9, 5).

##### Légende de Notre-Dame de Myans

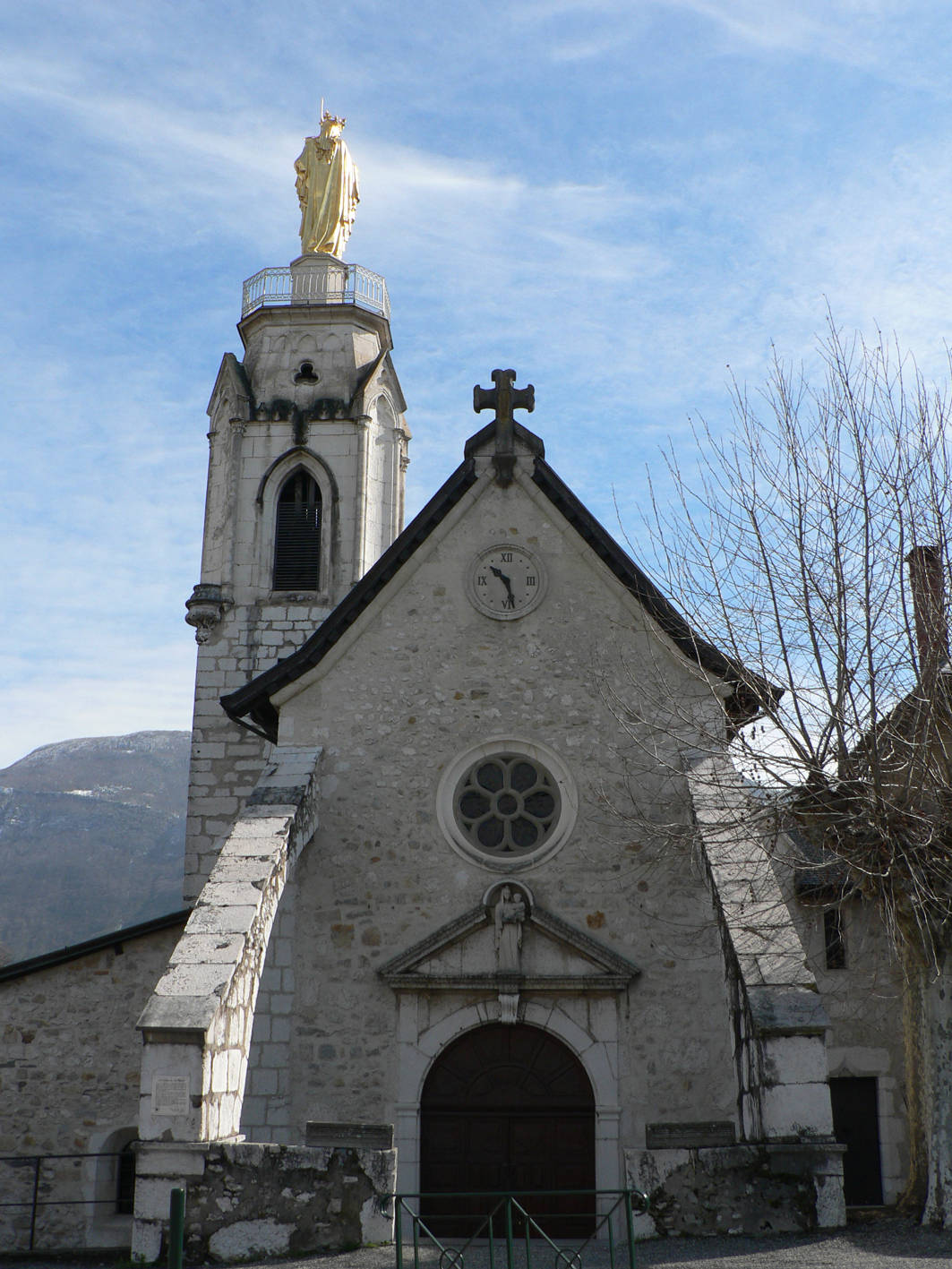
Sanctuaire de Myans.

Chacun de ces récits eut une diffusion plus ou moins importante. Celle d'Étienne de Bourbon eut un retentissement local important et fut la base d'une légende apparue probablement au XVIe siècle et dont plusieurs variantes furent créées les siècles suivants.
La légende est la suivante : « Les moines expulsés du prieuré se réfugièrent dans l'église Notre-Dame de Myans, et prièrent la Vierge, qui arrêta les diables et leur œuvre destructrice au pied de l'édifice religieux. » Cette légende transforme une punition divine en lutte du Bien contre le Mal, plus en rapport avec le mode de pensée de l'époque.
Le point de départ de cette légende semble être tiré d'une copie du récit d'Étienne de Bourbon appartenant à Pierre de Tarentaise, à laquelle un épilogue rajouté fait référence pour la première fois. Par la suite, cette légende se retrouve dans le Récit du placard de Myans ; dans le texte du pèlerin Greffin Affagart, en 1533, revenant de Terre sainte ; dans les textes du Père Picquet en 1610 et du Père Jacques Fodéré en 1619 ; dans le spicilegium de Dom Luc d'Achery rapportant une chronique de Nicolas de Treveth ; du Père Gonon dans le Cronicon S. Deiparae Virginis en 1637 ; du Père Ménestrier en 1696.

### Écroulements et éboulements depuis 2016

#### Écroulement du 9 janvier 2016

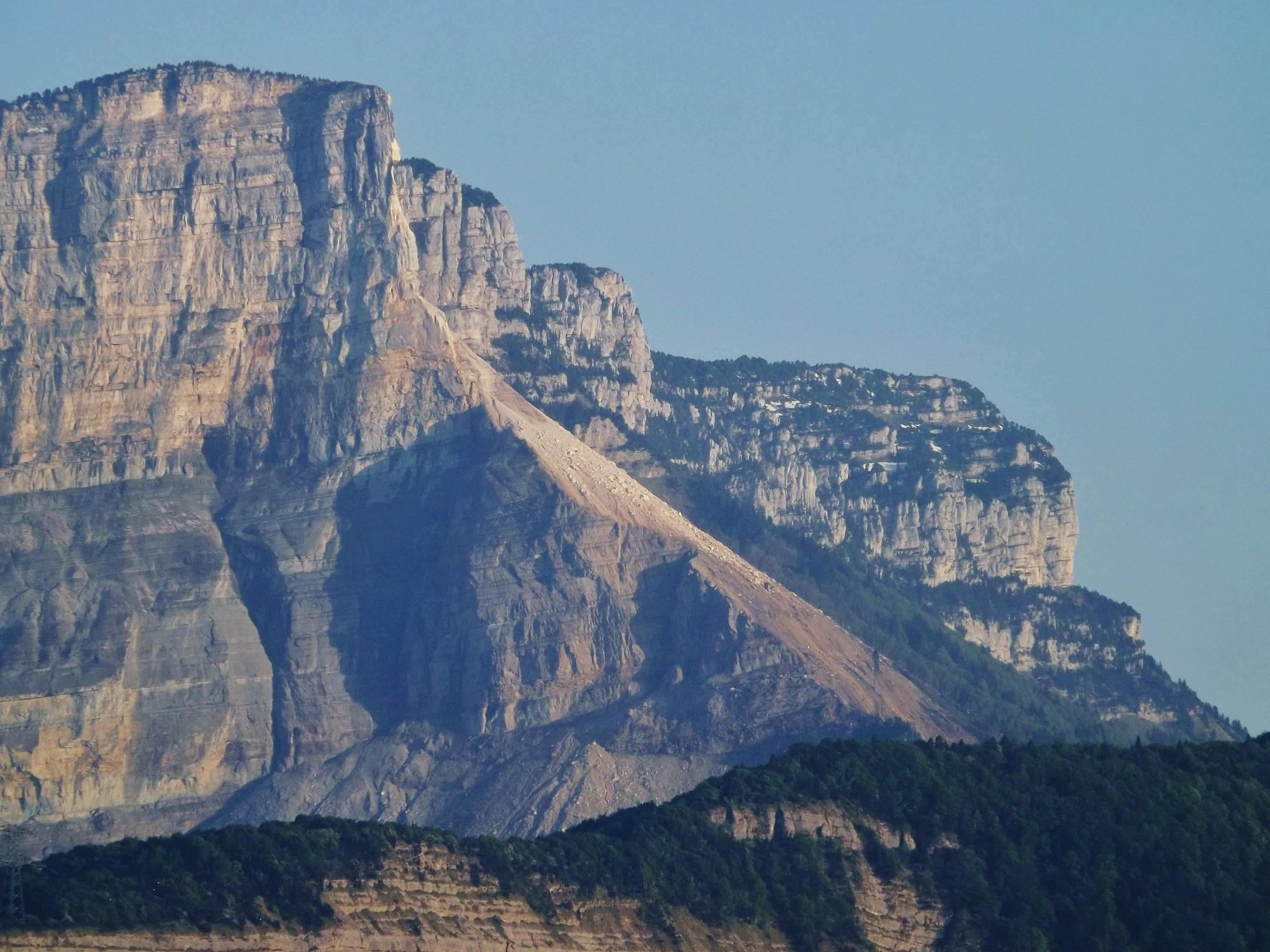
Flanc occidental de la montagne touché par l’éboulement de janvier 2016.

Dans la nuit du 8 au 9 janvier 2016, une partie du pilier nord-ouest s'éboule en direction d'Entremont-le-Vieux, où les habitants sont réveillés à 5 heures du matin,. Cet événement gravitaire est le plus important observé sur cette montagne instable depuis 1953, même s'il demeure bien moins important que ce précédent.
L'effondrement, qui débute au pied de la croix installée en 1938, est visible depuis Chambéry. Il représente 55 000 m3 de roche, sur une hauteur de 187 mètres et une largeur de 72 mètres,. Les derniers éboulis sont arrêtés par des arbres à 300 m des maisons les plus proches, aux hameaux de Tencovaz et des Brancaz.
La Direction des applications militaires du Commissariat à l'énergie atomique a enregistré l'écroulement à 2,4 sur l'échelle de Richter, à 4 h 57, ressenti jusqu'à la station de mesure du Valgaudemar. Selon Fabien Hobléa, enseignant-chercheur au Centre national de la recherche scientifique (CNRS) et à l'université Savoie-Mont-Blanc, l'éboulement aurait été causé par l'infiltration des pluies continues dans les fractures de la roche calcaire. Des fissuromètres installés depuis 1995 n'ont pas mesuré d'évolution des fractures de décompression au sein de la montagne. Compte tenu du pendage des strates urgoniennes de la partie sommitale (orienté de 10° vers l'est), l'écroulement de ce pilier n'avait pas été envisagé par les spécialistes.

#### Série d'éboulements d'avril et mai 2016
Plusieurs éboulements ont eu lieu depuis celui de 1248, comme une coulée de boue dans les années 1950 au-dessus de la Palud (Chapareillan).
Dans la nuit du 29 au 30 avril, puis le 30 avril à 7 h 45, de nouveaux éboulements ont lieu, mais cette fois sur la face Est, au-dessus du village de Chapareillan. Ces éboulements sont consécutifs aux fortes variations journalières de température observées pendant quelques jours (un scénario météorologique globalement similaire à celui de janvier 2016), le pilier Est du mont Granier est lui aussi sujet à une série d'éboulements. Le maire de Chapareillan interdit par arrêté l'accès au tablier d'éboulis et aux sentiers passant en contrebas.
Dans la nuit du 5 au 6 mai 2016, à 2 h 17 puis 2 h 19 du matin, des riverains ont été témoins de gros fracas de rochers, mais sur le terrain, les volumes mis en mouvement ne semblaient pas très importants. Le 7 mai 2016, peu après 8 h 30 du matin, le ravin du Diable (pilier Est) est à nouveau ébranlé. Cette fois, ce sont 50 000 m3 de roches qui ont été précipités dans l'abîme - le service de Restauration des terrains en montagne (RTM) a réévalué à la baisse l'évaluation de 100 000 m3 initialement annoncée par certains médias. Le 13 mai 2016 au matin, de fortes précipitations s'abattent sur le secteur nord du massif de la Chartreuse. Se mêlant aux éboulis, l'eau crée une lave torrentielle qui vient, à 12 h 5, couper en quatre endroits la route départementale 285a reliant Chapareillan au col du Granier, ensevelir à deux endroits et arracher en un point la route D12c et dévier le torrent des Glaciers. Des arrêtés de fermeture de ces routes sont pris par le préfet ainsi que par les maires des communes de Chapareillan et des Marches. Le matin du 17 mai, un éboulement de faible ampleur est constaté.
Cette série a notamment eu pour conséquence d'ensevelir l'entrée de certaines galeries souterraines (par exemple la Cuvée des Ours) ; à l'heure actuelle, l'exploration spéléologique de ce secteur est suspendue.
Le 19 septembre 2016, la route D285a est rouverte à la circulation après plusieurs semaines de travaux. Un système de barrières (similaire à celui existant dans les gorges de l'Arly) est mis en place, afin de couper la circulation en cas d'éventuelle survenue de nouvelle coulée de lave torrentielle. La randonnée, la spéléologie et autres pratiques sportives, ainsi que les travaux forestiers, sont interdits sur l’ensemble du massif par arrêtés municipal et préfectoral.
Une mission scientifique incluant le service de RTM est chargée d'établir le risque d'éboulement de trois zones instables et de formation d'un barrage sur le torrent des Glaciers, avec notamment l'installation d'instruments de mesure. Le recueil des films réalisés sur les téléphones portables des riverains contribue à l'analyse scientifique. En juillet 2018, les volumes instables sont ainsi estimés, après une modélisation par drone, à 780 000 m3 en trois masses différentes, mais proches.

## Activités touristiques

### Randonnée et escalade

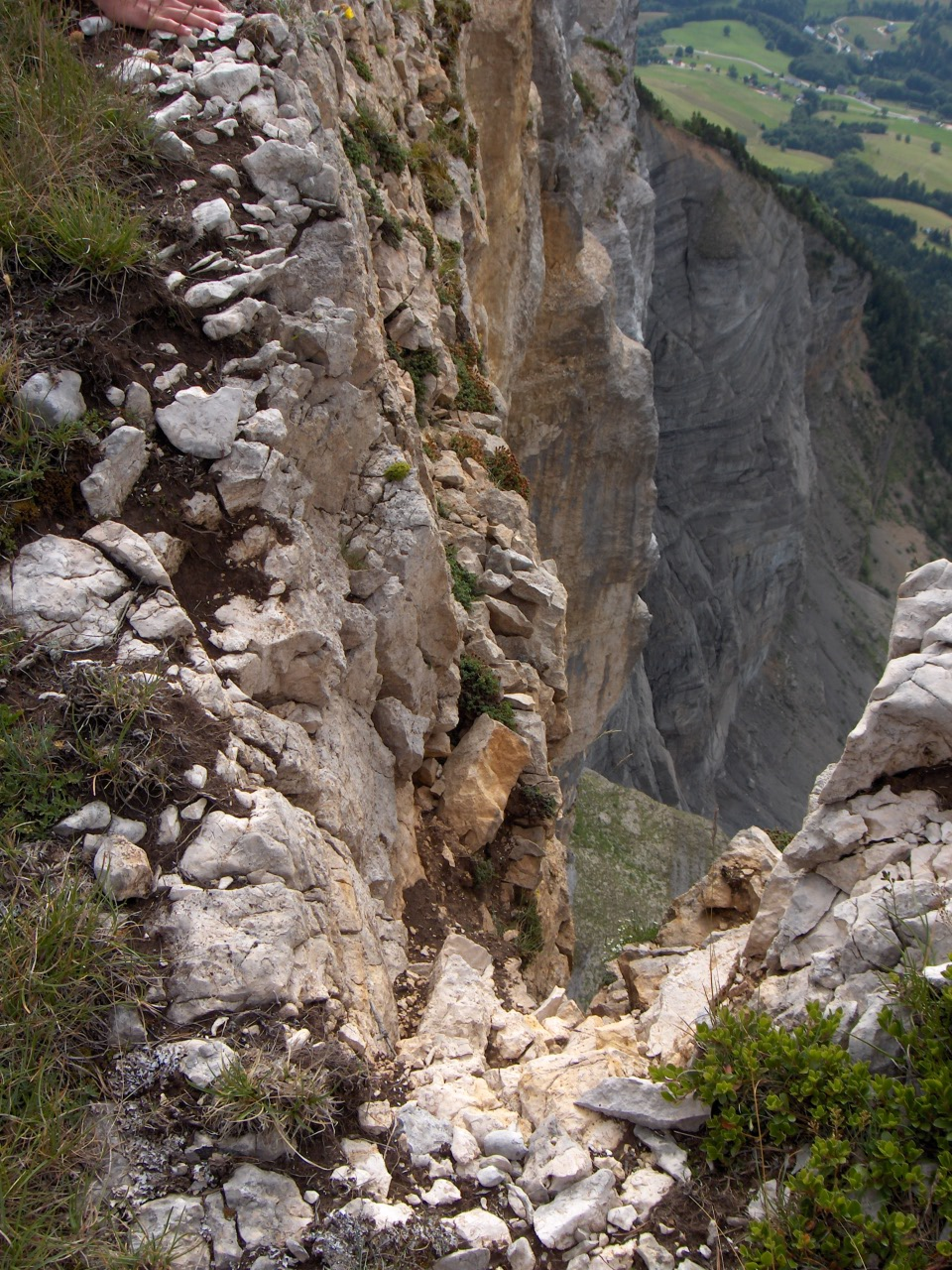
La falaise du Granier vue du sommet.

La partie haute de la face nord du Granier fut gravie pour la première fois en 1967 par le guide chamoniard Yannick Seigneur en compagnie de Claude Jager, Jacques Martin, André Parat, Jean-Paul Paris et Gérard Rubaud. L'intégralité de la falaise ne fut vaincue, en hivernale, que par le guide chambérien Benoît Robert, 30 ans, et son équipier Jérémie Ponson, 23 ans, du 12 au 17 février 2003. Les deux hommes ont profité de la formation d'une langue de glace sur les 350 mètres de la partie inférieure de la falaise, la piètre qualité de la paroi n'autorisant pas son escalade en condition normale.
Pour atteindre le sommet, il existe quatre principaux itinéraires pédestres :
- le départ de randonnée par la voie facile se situe au village de La Plagne. De La Plagne, allez au Col de l'Alpette, puis à gauche en longeant la paroi jusqu'au Pas des Barres (équipé) pour se retrouver sur le plateau. En serpentant entre les barres rocheuses, il est possible d'arriver jusqu'au sommet sud (1 933 m) puis jusqu'à la croix (1 890 m) ;
- toujours en partant de La Plagne, le deuxième itinéraire part sur la gauche, à travers les prés, en direction de la grotte aux ours de la Balme à Colon (également orthographiée Balme à Collomb). Peu après la grotte, le sentier mène jusqu'au plateau, puis jusqu'au sommet ;
- le troisième itinéraire gravit quant à lui la face est. De la cabane des forestiers, située sur la route qui monte de Chapareillan au Col du Granier, suivre quelques centaines de mètres la route forestière, puis prendre un sentier sur la droite qui évite les larges serpentins de la piste, jusqu'au Pas de la porte. De là, le sentier de droite mène directement au sommet en longeant le sommet de la falaise ;
- toujours en face est, le quatrième itinéraire, le plus long, part de Bellecombe et rejoint la Porte de l'Alpette. Prendre le passage équipé du Pas des Barres, peu après sur la gauche, qui mène sur le plateau.

En 1938, une croix est installée par des membres de la Jeunesse agricole chrétienne (JAC) originaire d'Entremont-le-Vieux.

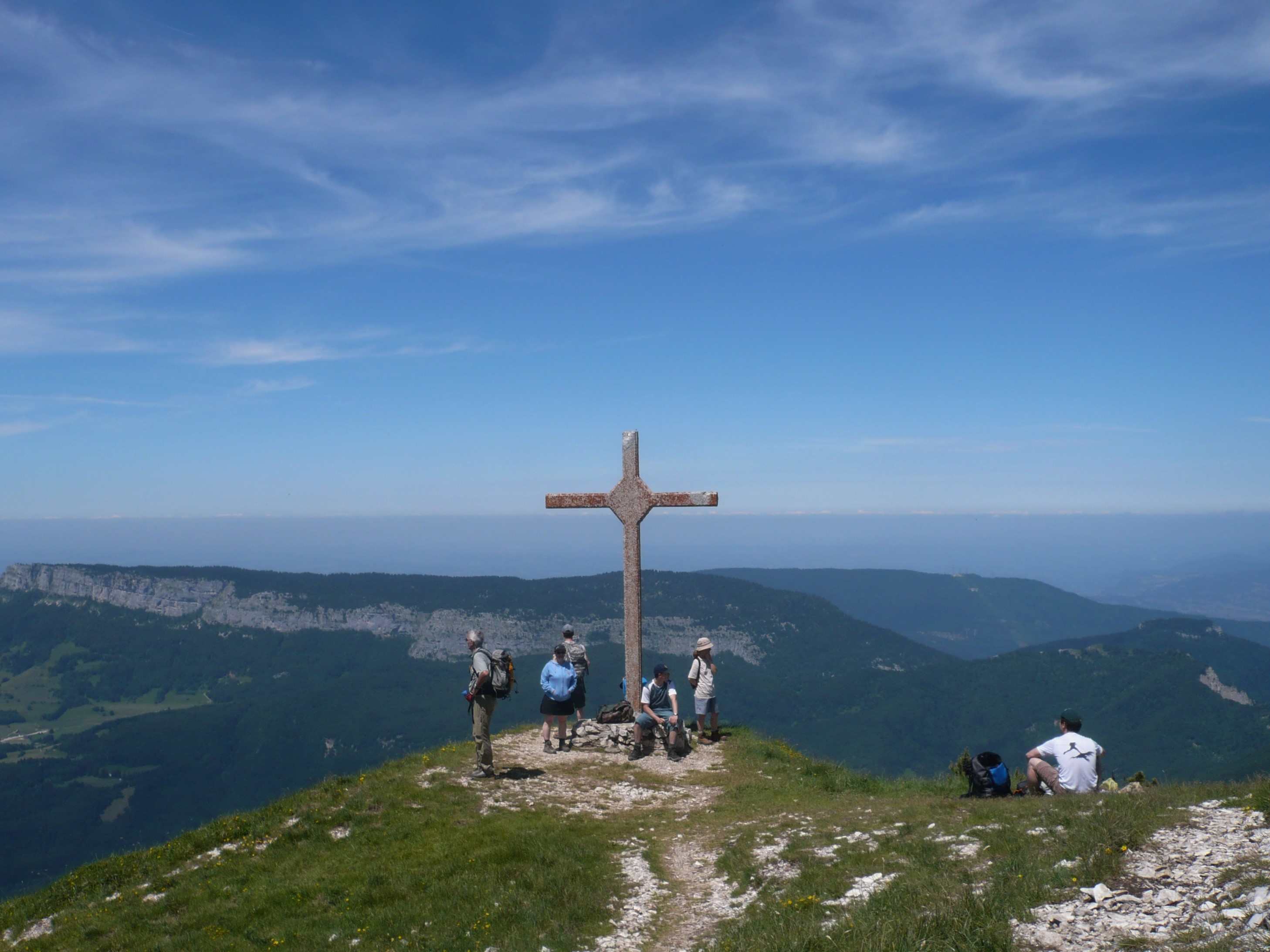
La croix du Granier en juin 2012.
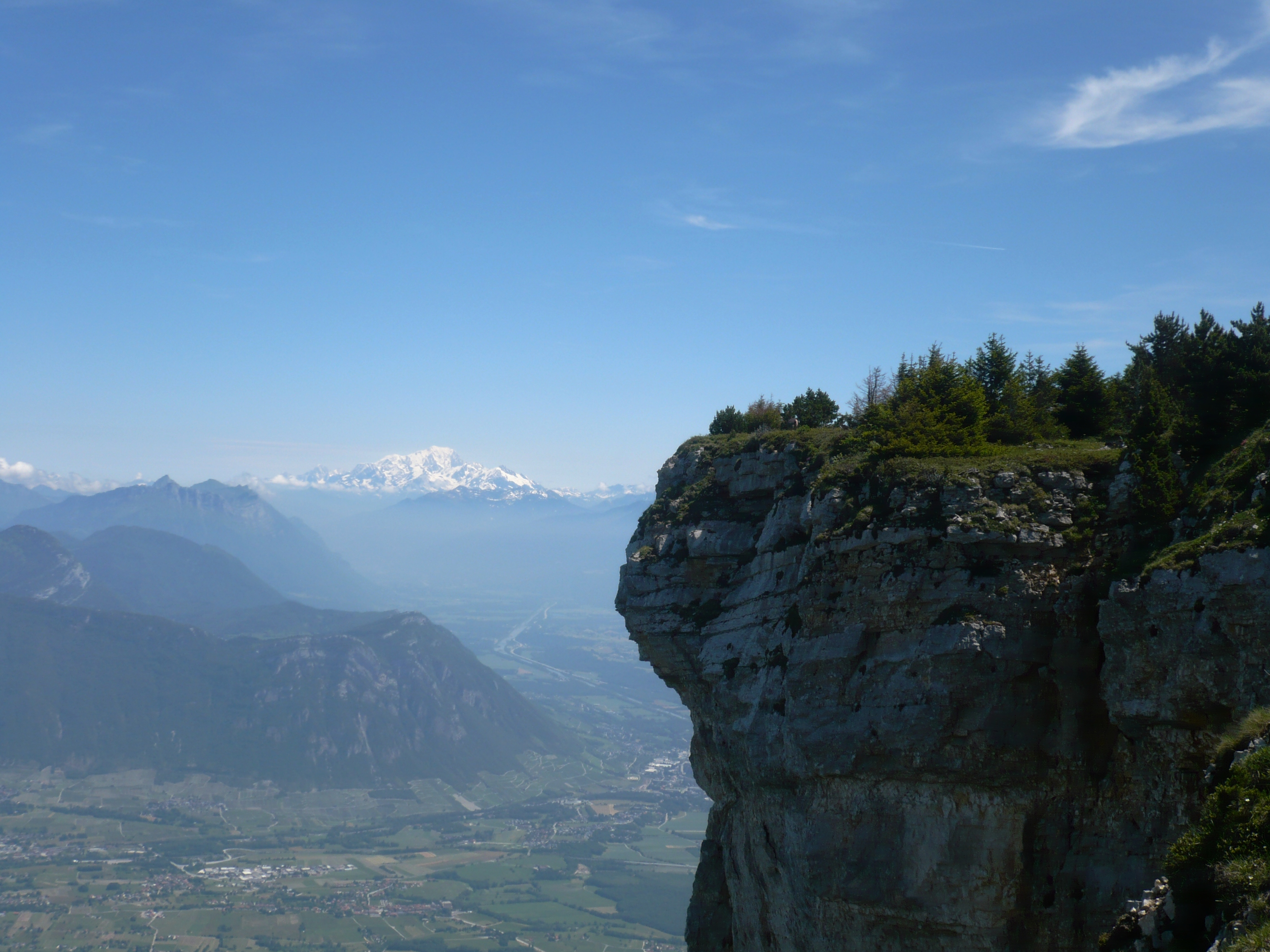
Vue depuis le sommet du Granier sur l'intersection entre les combes de Chambéry et de Savoie avec le mont Blanc en arrière-plan.
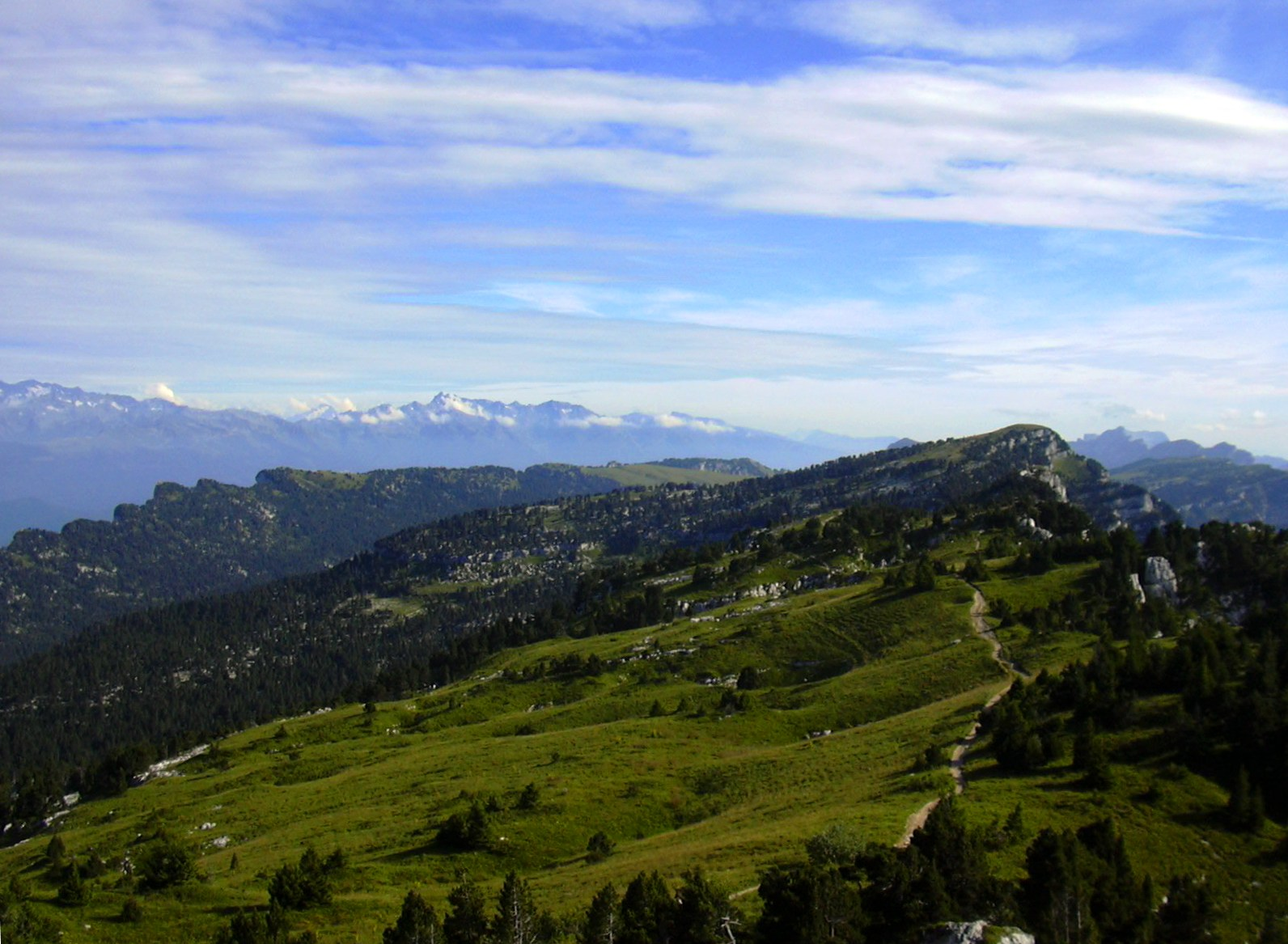
Vue du plateau du Granier avec la chaîne de Belledonne en arrière-plan.
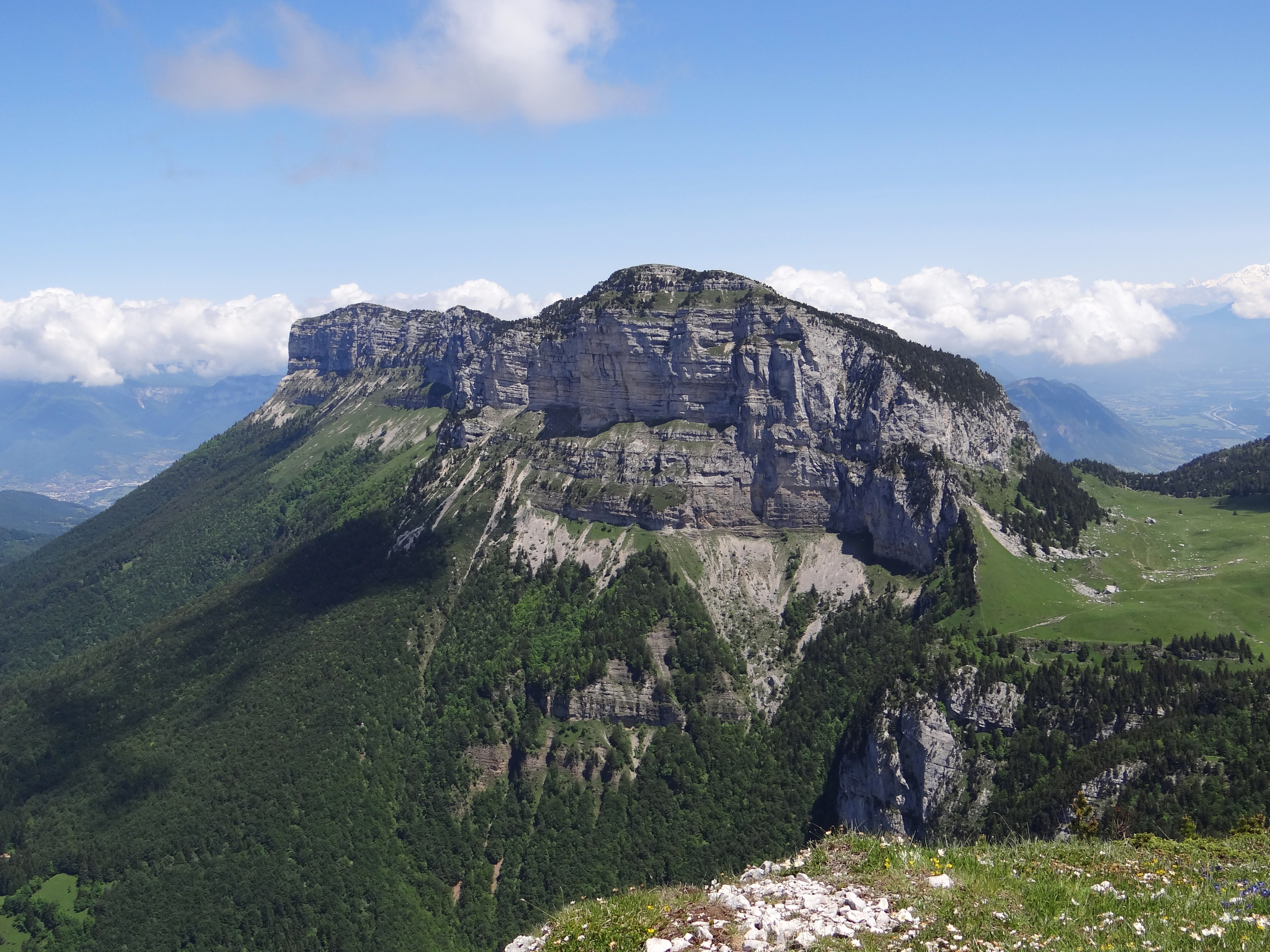
Vue du Granier depuis le sommet du Pinet au sud.
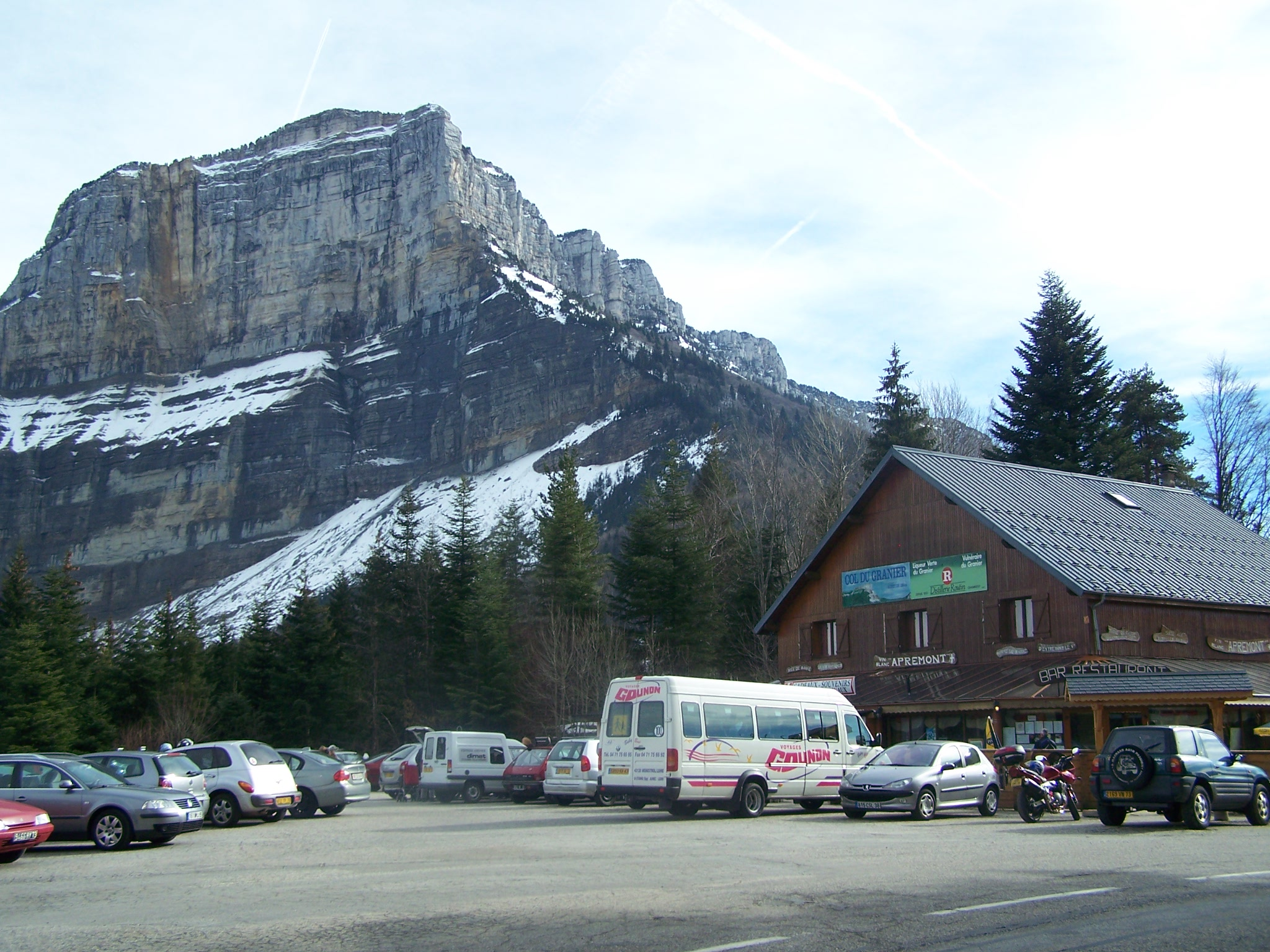
Vue depuis le col du Granier, au nord-ouest, départ d'un des sentiers pour le sommet.
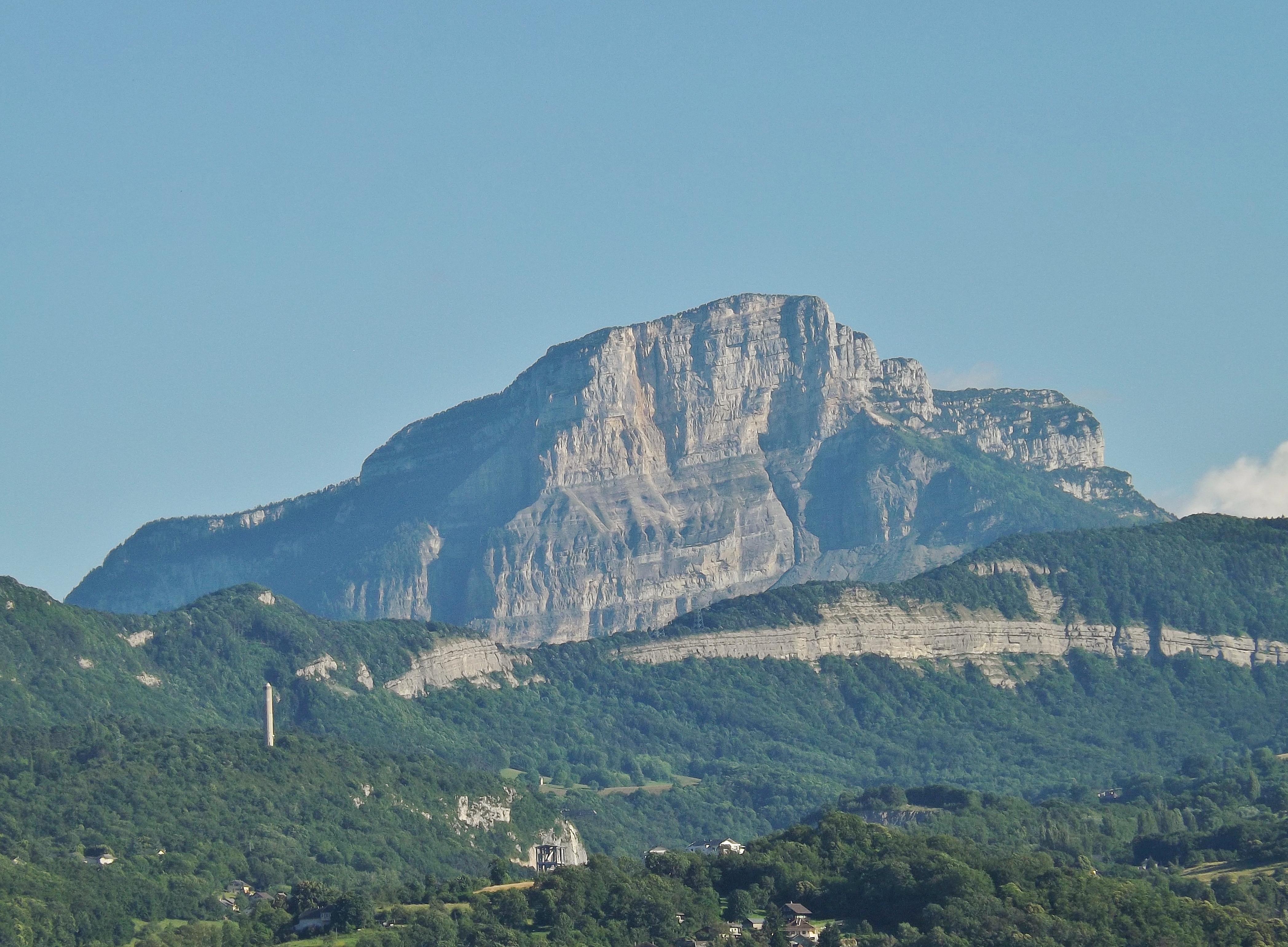
Vue du Granier depuis les hauteurs de Chambéry, au nord.

### Spéléologie

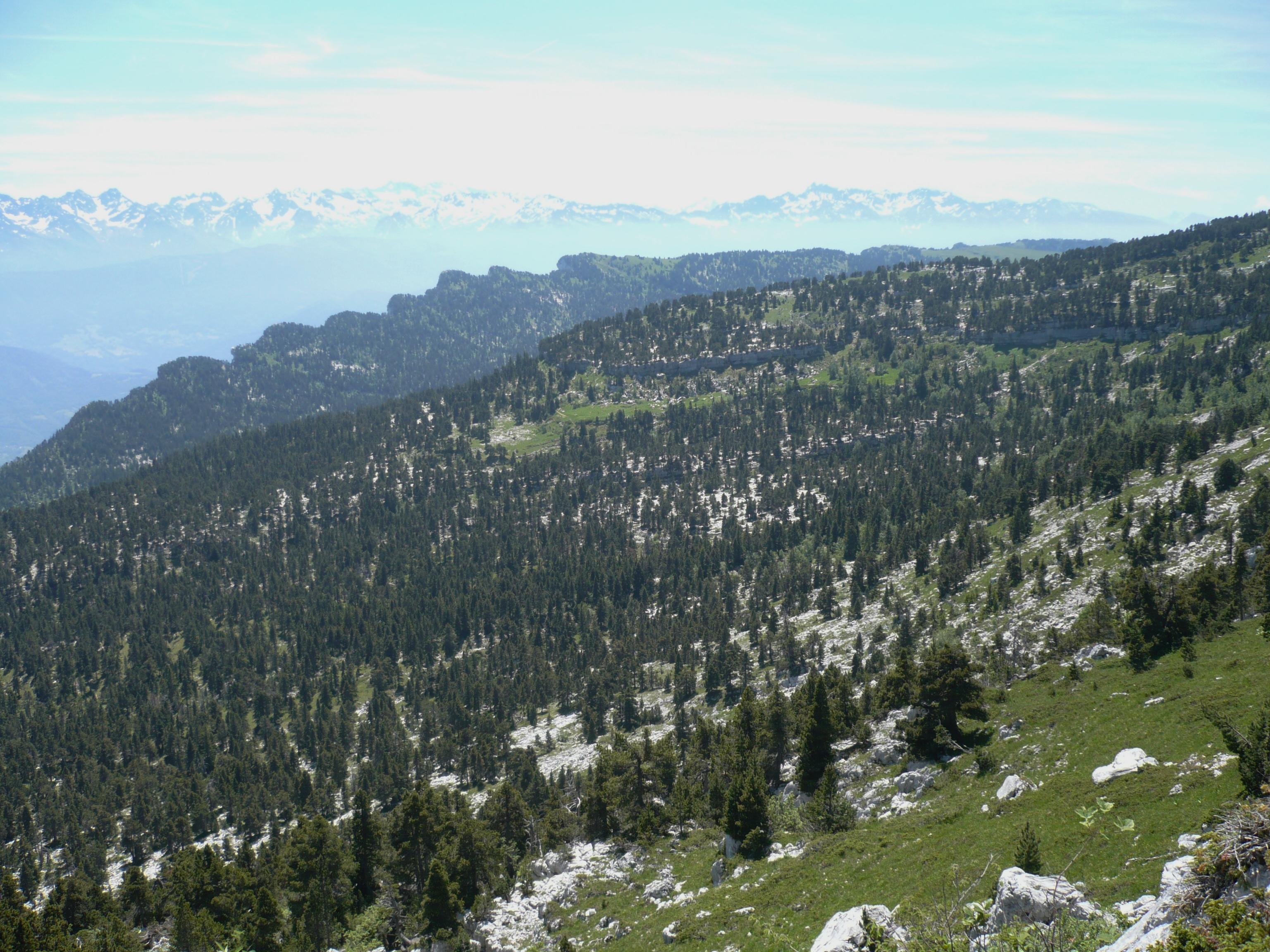
La partie centrale du massif du Granier où se trouve la plupart des cavités.

Les spéléologues ont exploré près de 74 kilomètres de galeries sous cette montagne. Sur une superficie de 2,8 km2, 454 cavités ont été recensées. Deux réseaux existent sous cette petite surface. Au nord l'ensemble trou des Auges, ressaut de 108 m, trou des Filous, grotte Arva, Cuvée des Ours,, qui relié avec le système du Granier, situé au centre du plateau, forment un réseau de 55 725 m pour une profondeur de 635 mètres. Ce dernier est constitué du Gros trou Bib,trou des Panaches, gouffre des Myriades, Étoile du Berger, trou Lilou et trou Mathieu pour les principales cavités. Au sud le système Balme à Collomb-grotte des Pincherins de 8 336 mètres pour 283 m de dénivelé, bien connu pour son gisement d'ours des cavernes est non rattaché au système du Granier. Des datations dans le trou Lilou font remonter le creusement des plus anciennes galeries à environ 4,3 Ma, au minimum au Pliocène. Les réseaux plus profonds ont été formés lors des différentes glaciations du Quaternaire. Le massif du Granier actuel n'est plus qu'une partie d'un plus vaste plateau réduit par l'érosion. Le drainage actuel se fait vers la source captée des Éparres, située sur la commune de Chapareillan à 970 mètres d'altitude.

### Les ours des cavernes de la balme à Collomb
Le 13 novembre 1988, les spéléologues savoyards Pierre Guichebaron et Marc Papet ont découvert dans cette cavité située à flanc de falaise (face ouest) à environ 1 700 m d'altitude, un des plus importants gisements d'ossements d'ours des cavernes au monde (plus de 1 000 individus). La disposition des squelettes a montré qu'il ne s'agissait pas d'ossements apportés ici par des prédateurs, mais d'animaux morts pendant leur hibernation il y a entre 24 000 ans et 45 000 ans, lors de la dernière période glaciaire. La fouille scientifique a débuté en 1989, sous la responsabilité de Michel Philippe, paléontologue au Muséum d'histoire naturelle de Lyon.
L'accès au fond de la grotte est réglementé et protégé par une barrière à la suite de nombreux pillages. La visite de la grotte est néanmoins autorisée au public tous les quatre ans lors de la fête de la Préhistoire. Un musée à Entremont-le-Vieux retrace l'histoire des ours et de la découverte du gisement.

Différentes vues de la grotte dite balme à Collomb
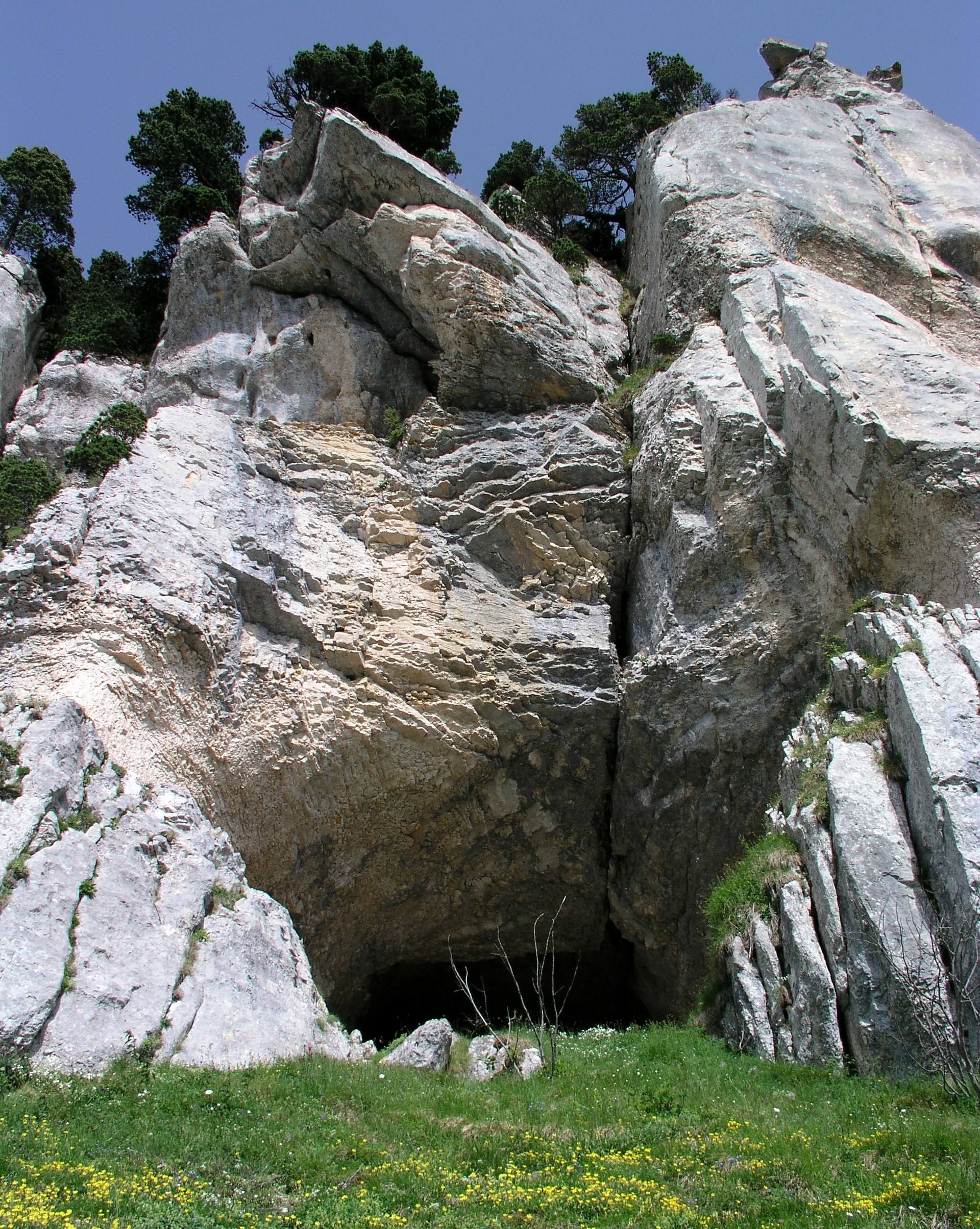
Entrée de la grotte.
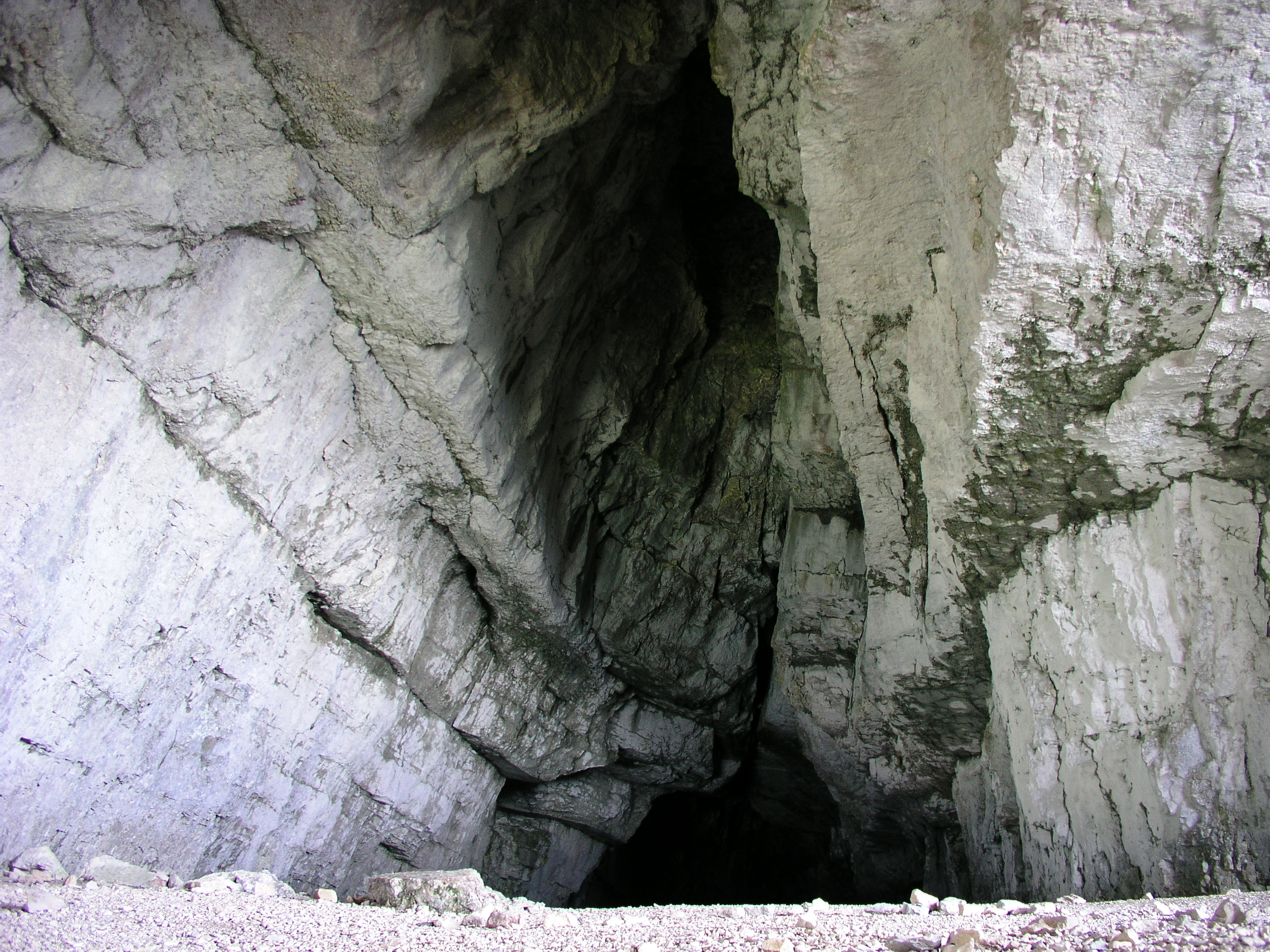
Porche de la grotte.
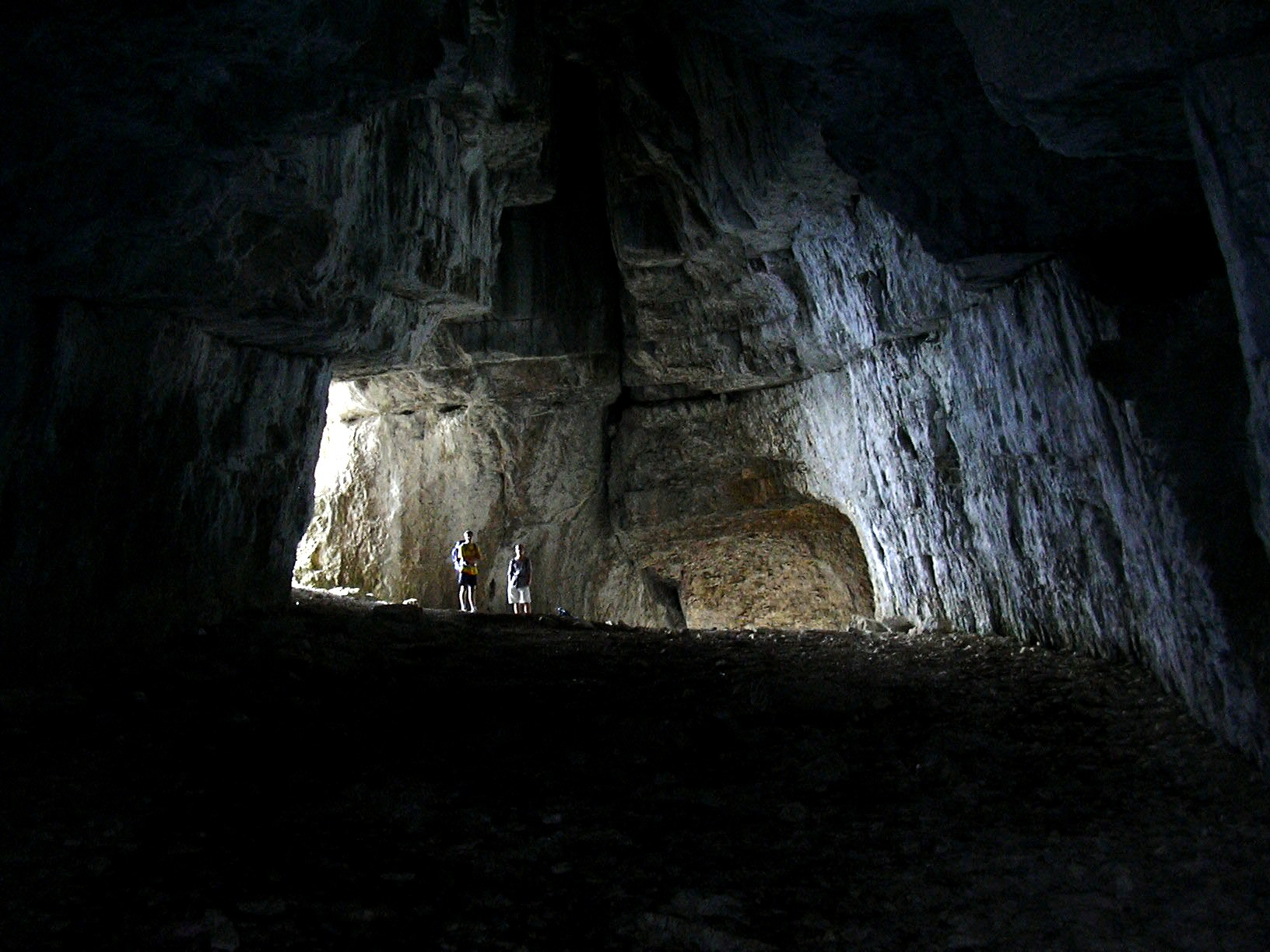
Intérieur de la balme à Collomb.
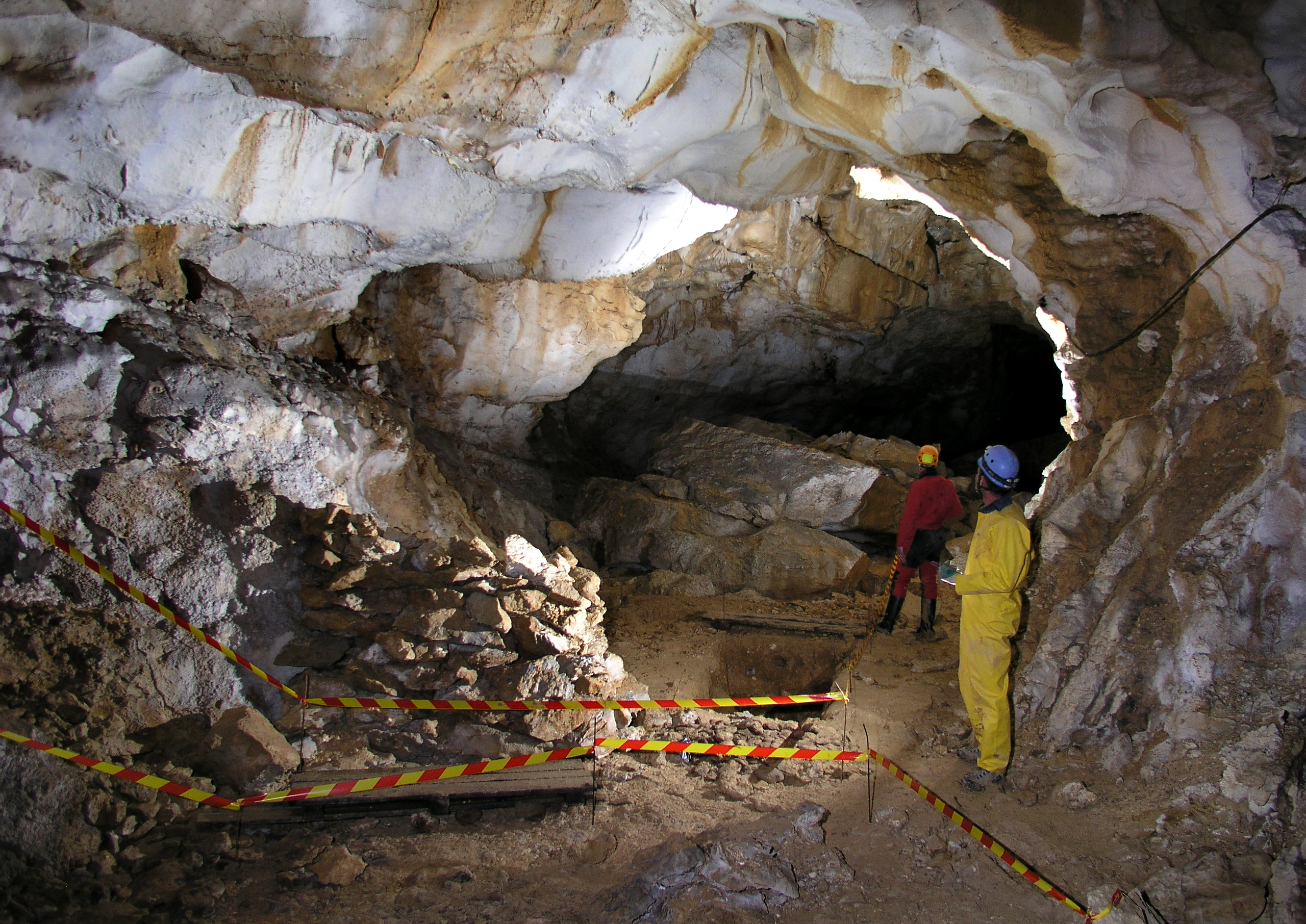
Chantier de fouilles paléontologiques.
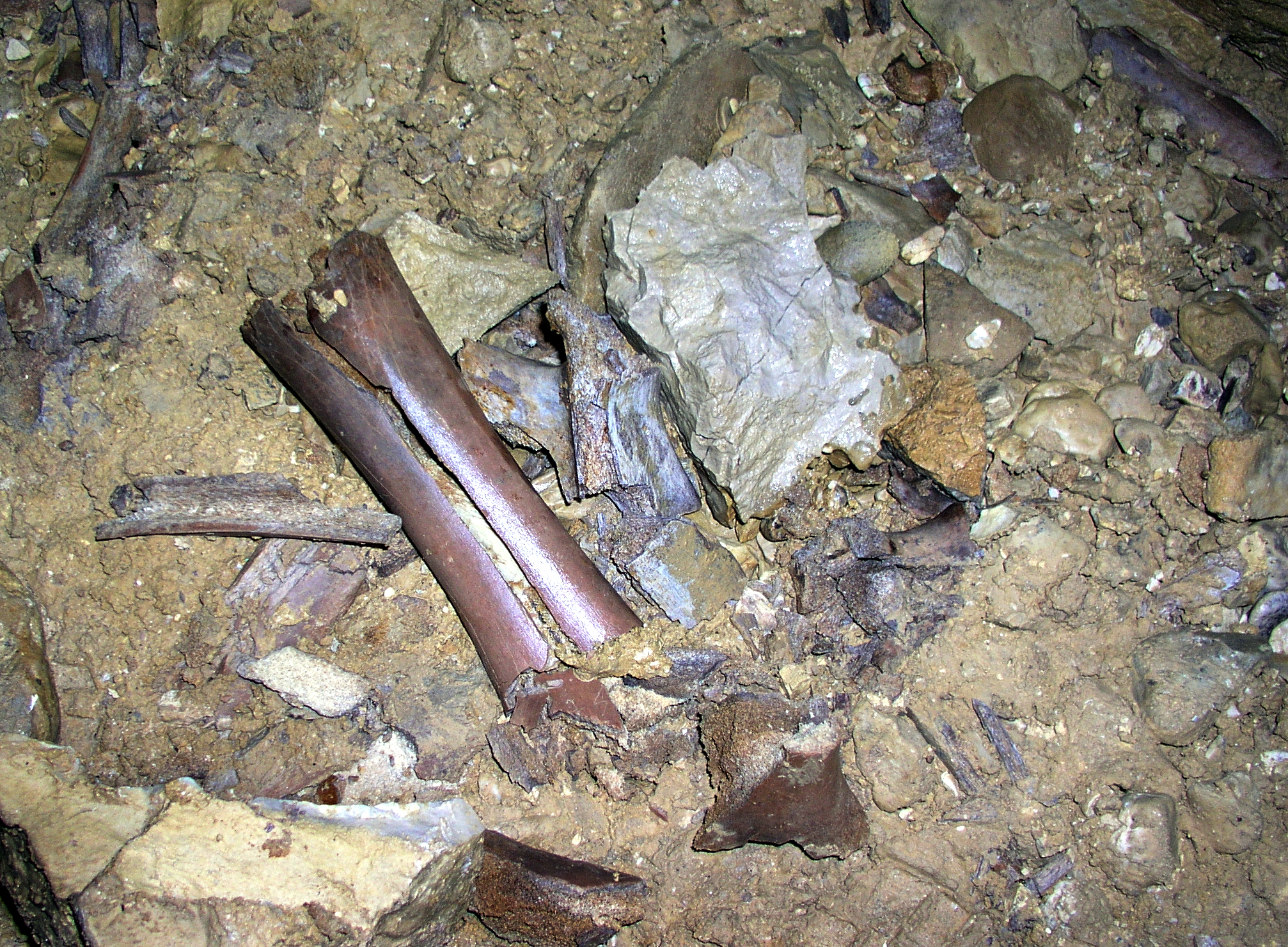
Ossements d'ours.
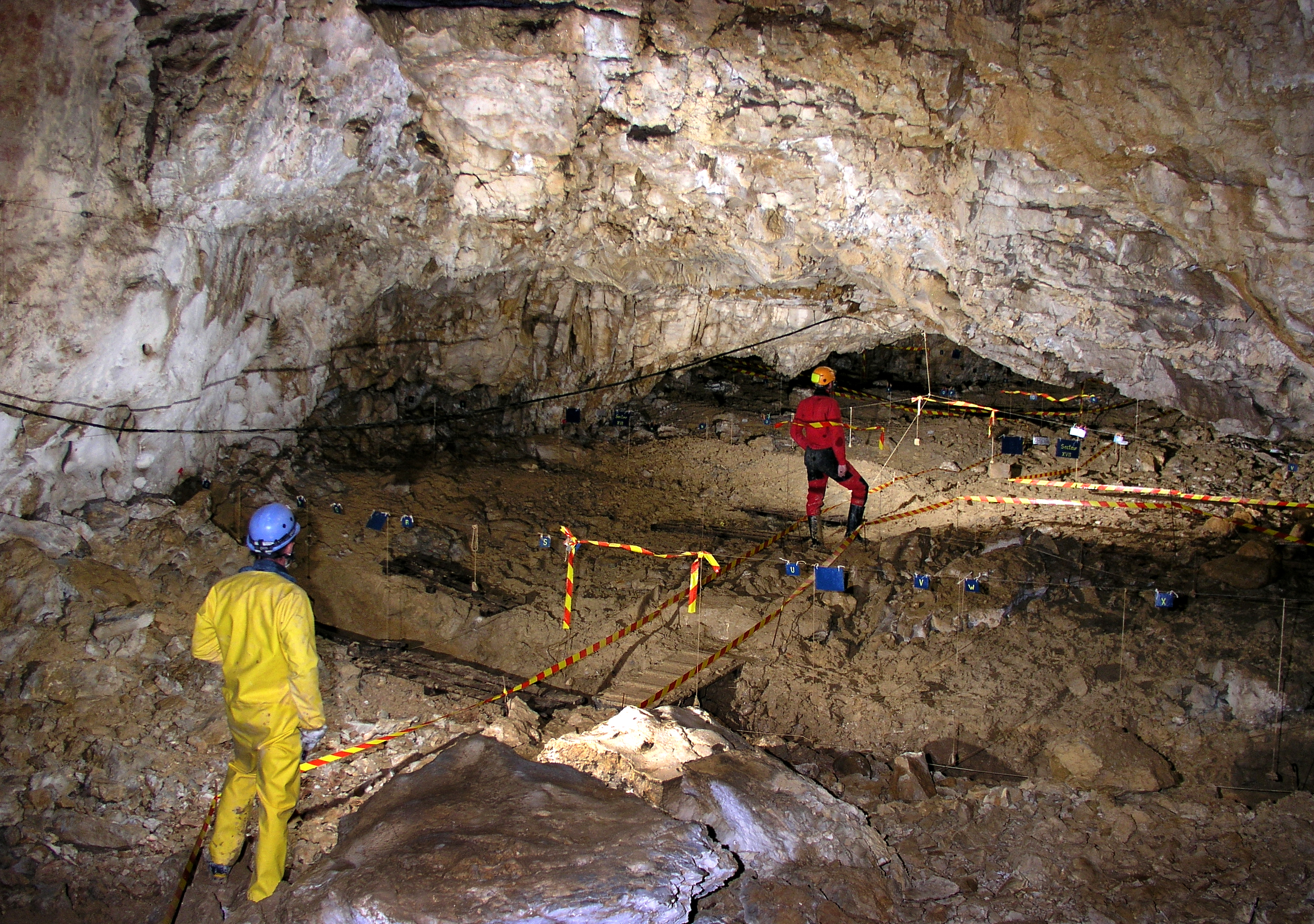
Carroyage des fouilles paléontologiques.

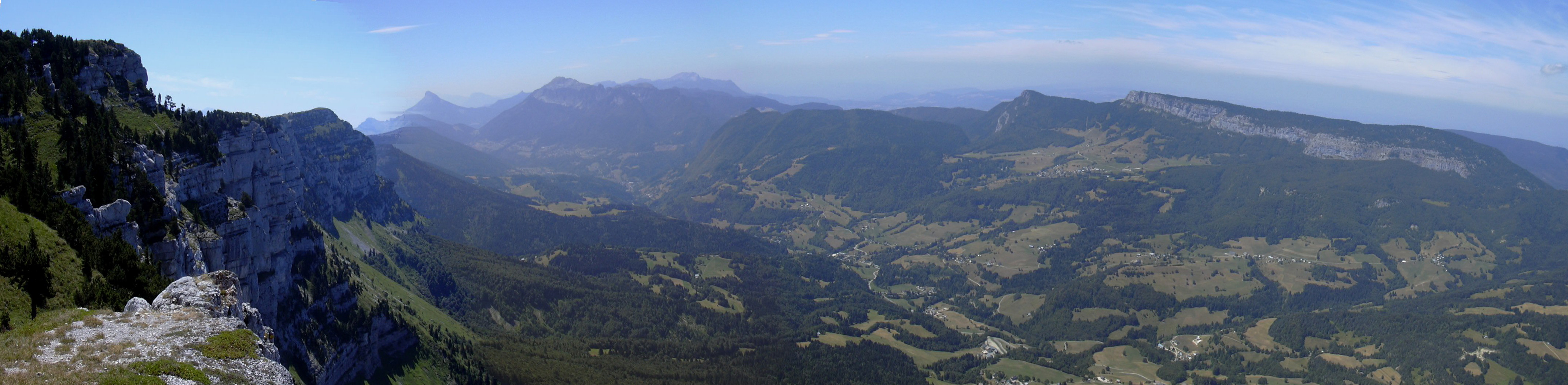
Vue sur le massif de la Chartreuse depuis la croix du Granier.

### Protection environnementale
Le mont Granier est situé dans la réserve naturelle nationale des Hauts de Chartreuse.